# حرب العوالم
حرب الأكوان (بالإنجليزية: The War of the Worlds)‏ هي رواية خيال علمي بقلم الكاتب الإنجليزي هربرت جورج ويلز. ظهرت للمرة الأولى بشكل مسلسل في عام 1897، ونشرت بشكل متزامن في مجلة بيرسون في المملكة المتحدة ومجلة كوزموبوليتان في الولايات المتحدة. وقد نشرت أول مرة في شكل كتاب من قبل وليام هاينمان في لندن في عام 1898. تعتمد الرواية على سرد الرجل الأول للبطل (لم يذكر اسمه) والذي يعيش في ساري وكذلك شقيقه الأصغر في لندن، ويروون قصة تعرض الأرض للغزو من قبل المريخ. كتبت الرواية بين عامي 1895 و 1897، وهي إحدى أقدم القصص التي تفصل الصراع بين البشر والأعراق خارج الأرض. ونالت الكثير من التعليقات قلما حدث مع أعمال الخيال العلمي الأخرى.
تتكون الرواية من جزأين، الكتاب الأول: مجيء المريخيين والكتاب الثاني: الأرض تحت حكم المريخين. الراوي هو مؤلف فلسفي، يناضل من أجل العودة إلى زوجته وهو يرى المريخيين يحولون ريف لندن إلى خراب. كما يسرد الكتاب الأول تجربة شقيقه، الذي لم يذكر اسمه أيضا، وهو يصف الأحداث التي تتدهور في العاصمة، مما اضطره للهرب من هجوم المريخيبن قبل الصعود إلى الباخرة بالقرب تيلينغهام على ساحل إسيكس.
رُبطت القصة بأدب الغزو في ذاك الوقت. وفسرت بأشكال مختلفة بأنها تتكلم عن نظرية النشوء والارتقاء والإمبريالية البريطانية والخرافات الفيكتورية والمخاوف والتحاملات. صُنفت في زمن نشرها على أنها رومانسية علمية، مثل روايته السابقة آلة الزمن. حققت الرواية شعبية كبيرة، حيث نفذت من الطبع، واقتبست في عدة أفلام ومسرحيات إذاعية وألبومات ومختلف القصص المصورة والمسلسلات التلفزيونية، كما أصدرت تتمات وقصص موازية من بعض المؤلفين. حتى أنها أثرت على عمل العلماء، ولا سيما روبرت جوددارد.

## الحبكة

### مجيء المريخيين
تبدأ الحكاية بالقول إن البشر على الأرض أشغلوا أنفسهم بمساعيهم الخاصة خلال منتصف تسعينيات القرن التاسع عشر، بدأ الفضائيون على المريخ بالتخطيط لغزو للأرض لأن مواردهم الخاصة تتضاءل. يُدعى الراوي (الذي لم يُكشف عن اسمه خلال الرواية) إلى مرصد فلكي في أوترشو حيث شوهدت انفجارات على سطح كوكب المريخ، ما خلق اهتمامًا كبيرًا بالمجتمع العلمي. بعد شهور، يهبط ما يسمى بـ «نيزك» على موقع هورسيل كومون، بالقرب من منزل الراوي في ووكينغ، سري. هو من بين أوائل من اكتشفوا أن الشيء هذا عبارةٌ عن سفينة فضائية صناعية تفتَح، ليخرج منها مريخيون «كبارٌ» و «رماديون» ذوو «جلدٍ بني زيتي»، «بحجم الدب ربما»، ولكل منهم «عينان كبيرتان داكنتا اللون، و «أفواه على شكل حرف V» تقطر اللعاب بلا شفاه وتحيط بها «مجموعتا جورجون من المجسات». يجدها الراوي «ضروريةً، وكثيفةً، وغير بشرية، ومقطعةً ووحشيةً في الوقت ذاته». يبرزون لفترة وجيزة، ولكنهم يواجهون صعوبة في التعامل مع الغلاف الجوي للأرض والجاذبية، وبالتالي يتراجعون بسرعة إلى اسطوانتهم.
يقترب وفد من البشر (من ضمنهم عالم الفلك أوجيلفي) من السفينة الفضائية ملوحين بعلمٍ أبيض، لكن المريخيين يحرقونهم وغيرَهم من المتواجدين بالأرجاء باستخدام أشعة حرارية قبل أن يبدؤوا بتجميع معداتهم. تصل القوات العسكرية في تلك الليلة لتطويق الفضائيين، من بين هذه التجهيزات رشاش ماكسيم. يطمئن سكان ووكينغ والقرى المحيطة بوجود الجيش البريطاني. يبدأ يومٌ متوتر، مع توقعٍ كبيرٍ من قبل الراوي للعمل العسكري.
بعد إطلاق النار الكثيف من الفضائيين والأضرار التي لحقت بالمدينة بسبب الأشعة الحرارية التي اندلعت فجأة في وقت متأخر بعد الظهر، يأخذ الراوي زوجته إلى بر الأمان في ليذرهيد القريبة، حيث يعيش ابن عمه باستخدام عربة حصان مستأجرة ذات عجلتين؛ ثم يعود إلى ووكينغ لإرجاع العربة عندما تندلع عاصفة رعدية عنيفة في ساعات الصباح الباكر. على الطريق في ذروة العاصفة، يرى أول مشهد مرعب لآلة القتال المريخية سريعة الحركة. في حالة من الذعر، يحطم عربة الحصان، وبالكاد يهرب دون أن يُكتشف أمره. يكتشف أن المريخيين قد جمعوا «آلات قتال» شاهقة ثلاثية الأرجل، كل منها مزود بأشعة حرارية وسلاح كيميائي: «الدخان الأسود» السام. لقد قضت هذه الآلات الثلاثية على وحدات الجيش المتمركزة حول السفينة الفضائية وهاجمت ودمرت معظم ووكينغ. يرى الراوي وهو يحتمي في منزله مدفعيًا فارًّا وهو يتحرك في حديقته، والذي يخبر الراوي لاحقًا بتجاربه ويذكر أن سفينة فضائية أخرى قد هبط بين ووكينغ وليذرهيد، ما يعني أن الراوي معزولٌ الآن عن زوجته. يحاول الاثنان الفرار عبر بايفليت بعد الفجر مباشرة، لكنهما ينفصلان في موقع عَبّارة شيبرتون إلى ويبريدج خلال هجوم مريخي حصل بعد الظهر على شيبرتون.
تُسقَطُ إحدى آليات القتال المريخية في نهر التمز بالمدفعية بينما يحاول الراوي وعدد لا يحصى من الأشخاص عبور النهر إلى ميدلسكس، وينسحب المريخون إلى الحفرة الأصلية. هذا يعطي السلطات ساعاتٍ ثمينةً لتشكيل خط دفاع يغطي لندن. بعد صد المريخيين مؤقتًا، يستطيع الراوي أن يتنقل عبر نهر التمز في قاربٍ باتجاه لندن، ويتوقف عند والتون، حيث يصادف لأول مرة مساعد الكاهن، والذي سيكون رفيقه في الأسابيع المقبلة.
نحو الغسق، يجدد المريخون هجومهم، ويخترقون خط الدفاع من مدافع الحصار والمدفعية الميدانية المتمركزة على ريتشموند هيل وكينغستون هيل بقصف واسع النطاق للدخان الأسود؛ الهجرة الجماعية لسكان لندن تبدأ. يشمل ذلك الشقيق الأصغر للراوي، وهو طالب طب (لم يُكشف عن هويته أيضًا)، يفر إلى ساحل إيسيكس، بعد أن أعطت السلطات أمرًا مفاجئًا ومخيفًا قبل الفجر لإخلاء لندن، في رحلة مرعبة ومروعة استمرت ثلاثة أيام، من بين الآلاف من اللاجئين الذين يتدفقون من لندن. يواجه الأخ السيدة إلفينستون وأختها الصغيرة غير الشقيقة، في الوقت المناسب لمساعدتهما في صد ثلاثة رجال يحاولون سرقتهما. نظرًا لأن زوج السيدة إلفينستون مفقود، يستمر الثلاثة معًا.
بعد صراعٍ مرعبٍ لعبور مجموعة كبيرة من اللاجئين على الطريق في بارنيت، يتجهون شرقًا. بعد يومين، في تشيلمسفورد، تصادر لجنة التموين العام المحلية المهرة الخاصة بهم من أجل توفير الغذاء. يواصلون صوب تيلينغهام والبحر. هناك، يتمكنون من شراء ممر إلى أوروبا القارية على متن سفينة بخارية صغيرة، وهي جزء من مجموعة شحن كبيرة تجمعت قبالة ساحل إسيكس لإجلاء اللاجئين. يدمر مِدكّ الطوربيد (أتش أم أس ثندر تشايلد) آلتَين مهاجِمتين قبل أن يدمره المريخيون، ما يسمح لأسطول الإخلاء بالهروب، بما في ذلك السفينة التي تحمل شقيق الراوي ورفيقتَيه المسافرتَين. بعد ذلك بوقت قصير، تتوقف كل أشكال المقاومة المنظمة، ويتجول المريخيون في الطبيعة المدمرة بلا مقاومة.

### الأرض تحت حكم المريخيين
في بداية المجلد الثاني، ينهب الراوي والكاهن المنازل بحثًا عن الطعام. خلال هذه الرحلة، يشاهد الرجلان دخول آلة قبض مريخية إلى كيو، والتي تستولي على أي شخص تجده وترميه إلى «حامل معدني كبير يتدلى خلفه، تمامًا كما تتدلى سلة العامل فوق كتفه»، يدرك الراوي أن الغزاة المريخيين قد يكون لديهم «غرضٌ آخر غير التدمير» لضحاياهم. يصاحب «وهجٌ يعمي البصر من الضوء الأخضر» وهزة مدوية وصولَ سفينة فضائية مريخية خامسة، في منزل في منطقة شين، ويُحاصَر الرجلان تحت الأنقاض لمدة أسبوعين.

## النسخة العربية
```
ترجمت نوارا عاطف الرواية تحت عنوان "حرب الأكوان" والتي نشرت سنة 2019 عن دار دون للنشر والتوزيع،   219 صفحة، 
(
ردمك 
 13 9789778061208
)
```

## وصلات خارجية
- حرب العوالم على موقع الموسوعة البريطانية (الإنجليزية)
- نسخة مترجمة للكتاب من قبل مؤسسة هنداوي للتعليم والثقافة